# Filler calcário
Filler calcário é a matéria-prima obtida através da moagem fina de calcário, basalto, materiais carbonáticos, etc.
Devido a sua granulometria, esse material inorgânico aumenta a trabalhabilidade, diminui a capilaridade e a permeabilidade de argamassas e concretos.